# LaWanda Page
LaWanda Page (nascida Alberta Richmond; 19 de outubro de 1920 – 14 de setembro de 2002) foi uma atriz, comediante e dançarina americana cuja carreira durou seis décadas. Coroada como "A Rainha da Comédia" ou "A Rainha Negra da Comédia", Page fundiu humor azul, comédia significativa e observacional com piadas sobre sexualidade, relações raciais, cultura afro-americana e religião. Ela lançou cinco álbuns solo, incluindo o disco de ouro Watch It, Sucker! de 1977, e colaborou em dois álbuns com o grupo de comédia Skillet, Leroy & Co. Como atriz, Page é mais conhecida por interpretar a portadora da Bíblia e de língua afiada Esther Anderson no popular seriado de televisão Sanford and Son, que foi ao ar de 1972 a 1977. Page reprisou o papel nos programas de televisão de curta duração Sanford Arms (1976–1977) e Sanford (1980–1981). Ela também co-estrelou na curta série de 1979 Detective School. Ao longo de sua carreira, Page defendeu salários justos e oportunidades iguais para artistas negros.

## Vida pregressa
Page nasceu Alberta Richmond em 19 de outubro de 1920 em Cleveland, Ohio. Ela era filha de Willie Richmond e Estella Small. Ela tinha uma irmã mais velha, Anna (nascida em 1912). Ela também tinha uma irmã mais nova chamada Lynn; no entanto, esta não era sua futura co-estrela Lynn Hamilton em Sanford and Son, apesar da semelhança dos nomes. Demond Wilson, que interpretou Lamont Sanford, disse, em 2016, que o boato era falso.
Page sabia desde muito jovem que queria trabalhar no showbusiness. Ela disse que "nasceu talentosa" e "nunca teve aulas de canto ou dança". Em sua juventude, Page dançou no Friendly Inn Settlement em Cleveland, um centro comunitário administrado pela Women's Christian Temperance Union. Sua família mudou-se para St. Louis, Missouri, e ela frequentou a Banneker Elementary School, onde conheceu Redd Foxx, dois anos mais novo. Eventualmente, ambos entraram no campo da comédia separadamente e realizaram seus próprios atos no palco, trabalhando lado a lado no Chitlin' circuit e na sitcom de TV de Foxx, Sanford and Son.

## Carreira

### Dança
Page começou sua carreira no showbusiness aos 15 anos em St. Louis, onde aprendeu a dançar o fogo. Sua gama de truques incluía engolir fogo, acender fósforos e cigarros com as pontas dos dedos e andar sobre chamas. Ela se queimava com frequência em seus primeiros dias, embora nunca gravemente. No entanto, ela disse que "se eu tivesse que queimar para sobreviver, eu estava disposta a queimar". Anunciada como "A Deusa de Bronze do Fogo" ou "LaWanda, a Deusa das Chamas", Page se divertia em pequenas casas noturnas de St. Louis. Mais tarde, ela descreveu um clube de East St. Louis onde trabalhava como "o tipo de lugar onde se você não estiver em casa às nove horas da noite, pode ser declarado legalmente morto. [Todo mundo] andava por aí com facas lá. É melhor você ter uma também - faca ou arma ou algo assim!" Em algum momento, Page mudou-se para Los Angeles, Califórnia, provavelmente na década de 1950. Uma vez lá, Page fez um show dançando e servindo mesas no Brass Rail Club, onde permaneceu por 15 anos. Ela também fez turnês com seu ato de dança do fogo e fez aparições em casas noturnas por todo o país e pelo mundo, incluindo Canadá, Brasil e Japão.

### Comédia stand-up
Não se sabe quando e onde Page começou a fazer comédia stand-up. Ela pode ter sido apresentada ao stand-up enquanto dançava no Brass Rail Club. Ela afirmou que não gostava de comédia no início, mas um colega funcionário do Brass Rail Club e membro da dupla de comédia Skillet & Leroy viu o potencial de Page, dizendo a ela: "você pode fazer comédia. Na verdade, se você não faz comédia, não pode trabalhar aqui." Page também pode ter sido apresentada ao stand-up enquanto estava em turnê pelo Chitlin' circuit, onde dividiu o palco com comediantes famosos como Redd Foxx e Richard Pryor.
Em Los Angeles, Page desenvolveu a abordagem agressiva à comédia que a tornaria famosa. Em meados da década de 1960, ela se tornou membro do grupo de comédia Skillet, Leroy & Co. (antes de Page entrar, o grupo era uma dupla conhecida como Skillet & Leroy). Skillet era Ernest "Skillet" Mayhand (1916–2007) e Leroy era Wilbert LeRoy Daniel (1928–1993). Durante sua gestão como comediante de stand-up, uma carreira que ela continuou na década de 1990, Page frequentemente era anunciada como "A Rainha da Comédia" ou "A Rainha Negra da Comédia".
Page gravou cinco álbuns de comédia solo ao vivo para a gravadora Laff Records e vários outros álbuns de comédia ao vivo colaborativos com Skillet, Leroy & Co. no final dos anos 1960 e início dos anos 1970 sob seu nome artístico LaWanda Page (embora ela fosse frequentemente cobrada apenas pelo primeiro nome, às vezes estilizada como La Wanda). Além do álbum relativamente limpo Sane Advice, lançado dois anos após a série Sanford and Son, os álbuns e o material stand-up de Page eram de natureza de comédia azul obscena. Um lançamento, um álbum de ouro intitulado Watch It, Sucker!, foi intitulado após uma das frases de efeito de sua personagem Tia Esther para capitalizar sua recém-descoberta fama na televisão.
Page usou o slogan novamente para o título de sua turnê de stand-up de 1982 chamada "The Watch It Sucker Review". Quando o New Pittsburgh Courier se perguntou por que "'Tia Esther' faria um show como esse", Page explicou que ela não estava em turnê porque precisava do dinheiro; em vez disso, ela fez a turnê porque queria conhecer os fãs da Tia Esther e fazer seu próprio stand-up. O show foi avaliado como "cheio de risadas e apreciado pelo grande grupo que compareceu".
Page também se apresentou como ela mesma após sua fama em Sanford and Son. Entre 1976 e 1978, Page apareceu como comediante stand-up no Dean Martin Celebrity Roast, no qual ela torrou celebridades como Frank Sinatra, Betty White e Jimmy Stewart.
Em 1985, Page realizou um set obsceno durante o especial de stand-up feminino Women Tell the Dirtiest Jokes. Também foram incluídos no filme sets de, entre outros, Lois Bromfield, Marsha Warfield, Patty Rosborough, Carole Montgomery e Judy Tenuta.

### Atuando

#### Sanford and Son(1973–1977)
Page vinha realizando sua rotina de comédia em casas noturnas em St. Louis e Los Angeles por vários anos, mas planejava deixar o showbusiness para retornar a St. Louis para cuidar de sua mãe doente. No entanto, um telefonema de Redd Foxx em 1972 mudou a opinião de Page. No início daquele ano, o seriado Sanford and Son, estrelado por Foxx como Fred Sanford, estreou na NBC. Um homem conhecido por sua generosidade, Foxx trouxe sua amiga de infância Page à atenção de um dos produtores do programa, que já estava familiarizado com Page e seu ato. Foxx então pediu que ela lesse para o papel de Esther Anderson ("Tia Esther"), a irmã da falecida esposa de Fred Sanford, Elizabeth, e ela recebeu o papel. No entanto, antes da gravação, os produtores ficaram preocupados quando Page, cuja experiência era limitada principalmente aos palcos de boates, parecia ter dificuldade em trabalhar em um formato de sitcom. Quando um dos produtores do programa disse a Foxx que Page deveria ser demitida antes que o programa pudesse começar a ser gravado, Foxx insistiu que Page mantivesse o papel, ameaçando abandonar o programa se Page fosse demitida. Foxx disse que "você nunca ouviu falar da moça, mas na noite em que o primeiro programa de LaWanda for ao ar, haverá dança nas ruas de todos os guetos dos Estados Unidos". Os produtores cederam e, após se juntar à série para a segunda temporada, a personagem de Page, Tia Esther, se tornou uma das personagens de sitcom de TV mais populares da década de 1970. O Atlanta Daily World comemorou o sucesso de Page como uma "história de Cinderela que se tornou realidade", e o Pittsburgh Post-Gazette descreveu a tia Esther de Page como "um ingrediente-chave" em Sanford and Son que "não tem medo do pagão Fred. Ela o intimida a todo momento, na tradição das irmãs tementes a Deus que viram a luz e buscam apagar o diabo em um homem que gosta de se divertir."
A personagem Tia Esther de Page era uma devota frequentadora da igreja com uma língua afiada, sem medo de dizer o que pensava e discutir verbalmente com o personagem de Foxx, Fred Sanford. A personagem Esther devotamente religiosa contrastava fortemente com o material obsceno e cheio de palavrões do ato ao vivo e dos discos de Page.
Sanford and Son durou seis temporadas. Após a sexta temporada, Foxx e seu colega Demond Wilson deixaram o programa por tratamento injusto e disputas salariais com a rede, levando ao cancelamento de Sanford and Son em 1977.

#### Sanford Arms(1977) eSanford(1981)
Page continuou seu papel como Tia Esther no spin-off de Sanford and Son, Sanford Arms, que seguiu um novo personagem principal, Phil Wheeler (Theodore Wilson). Sem Foxx ou Wilson, Sanford Arms recebeu avaliações baixas e foi cancelada após quatro episódios. Uma crítica na Variety observou que Page "é uma senhora genuinamente engraçada, mas ela parecia consideravelmente melhor quando tinha Foxx para trabalhar com e contra. A contenção não é seu estoque comercial, e [Theodore] Wilson é um contrapeso inadequado”. Em 1980, a NBC lançou outro spin-off de Sanford and Son chamado Sanford que ignorou completamente os eventos de Sanford Arms. Foxx voltou a interpretar Fred Sanford, mas Wilson não voltou a interpretar Lamont Sanford. Page se juntou à série em 1981 para sua segunda temporada para reprisar seu papel como tia Esther. No entanto, Sanford foi atormentada por baixa audiência e avaliações, e a NBC cancelou a série durante a temporada de 1981.

#### Outras aparições em filmes, televisão e gravações
Em 1977, Page apareceu em um episódio de The Love Boat intitulado "A Tasteful Affair; Oh, Dale!; The Main Event" ao lado de Sherman Hemsley. Page também apareceu em vários episódios de The Dean Martin Celebrity Roasts e, nas duas décadas seguintes, ocasionalmente estrelou como convidada em outros programas de televisão populares, incluindo Amen, Martin, 227, Family Matters e Diff'rent Strokes. Page co-estrelou como Charlene Jenkins na curta série de 1979 Detective School. Ela apareceu em Circus of the Stars como uma comedora de fogo. No final dos anos 1990 e início dos anos 2000, ela apareceu em uma série de comerciais de televisão cômicos da Church's Chicken com o slogan "Gotta love it!". Ela apareceu em várias músicas do álbum de estreia de RuPaul intitulado Supermodel of the World lançado em 1993, mais notavelmente a música de sucesso das paradas de dança "Supermodel (You Better Work)", onde ela fez a palavra falada. Ela também apareceu em vários videoclipes do álbum. Ela teve um papel recorrente como Sra. Porter durante a primeira temporada da sitcom Martin dos anos 1990.
Entre os créditos cinematográficos de Page estão aparições em Zapped! (1982), Good-bye, Cruel World (1983), Mausoleum (1983), My Blue Heaven (1990), Shakes the Clown (1991), CB4 (1993), Friday (1995) e Don't Be a Menace to South Central While Drinking Your Juice in the Hood (1996).

## Estilo cômico
Page usou comédia azul, humor observacional, comédia de personagens e comédia física para compartilhar vinhetas sobre sexualidade e religião que arrancaram gargalhadas de seu público. Ela foi uma das poucas mulheres que executou longas peças de palavra falada na tradição de significação ou brinde negro. O acadêmico L. H. Stallings argumenta que, por meio da comédia azul, um gênero frequentemente associado a homens, Page e outras comediantes negras do gênero "continuam uma tradição de trapaceiras negras dedicadas a criar culturas orais, práticas de linguagem divergentes e iniciativas para mudar definições e limites de gênero e sexualidade na sociedade". Além disso, Stallings escreve que, ao falar abertamente sobre seus próprios desejos e prazeres sexuais, Page quebrou tabus e desafiou ideologias dominantes sobre as performances de gênero e sexualidade das mulheres negras. A entrega e cadência de Page foram baseadas em tradições do folclore negro, vocabulário da classe trabalhadora, padrões de fala e sermões da igreja negra. A igreja negra, argumenta o acadêmico J. Finley, às vezes elevava menos as vozes das mulheres do que as dos homens, então Page "lidou com o silêncio das mulheres na igreja transformando o sermão em uma forma secular radical por meio do BWCL [literacia cômica das mulheres negras] e do blues." Page infundiu piadas como "Whores in Church" de Watch It, Sucker! com vocais gospel cadenciados e rítmicos que, quando combinados com seu humor obsceno, brincavam com as divisões entre o sagrado, o secular e o obsceno. Page empregou leves impressões para distinguir os personagens em suas histórias, mas principalmente transmitiu seus contos como uma narradora onisciente. Ela improvisou com seu público, irritando-os enquanto intensificava suas piadas. Ela também usou comédia física. Em uma apresentação turbulenta de 1989 em Richmond, Virgínia, Page tirou sua calcinha enquanto estava no palco e a leiloou para o maior lance na multidão cada vez mais turbulenta.

## Vida pessoal
Page foi casada e enviuvou três vezes. Ela se casou com seu primeiro marido, John Peal, em 1934, aos 14 anos, e antes que ele morresse, quando ela tinha 19 anos, eles tiveram um filho, que morreu na infância em 1935, e uma filha, Clara. Depois que seu terceiro marido morreu, quando Page estava na casa dos trinta, ela decidiu nunca se casar novamente. Page era religiosa e filiada à Landmark Community Church durante seus primeiros anos em Los Angeles. Em 1981, ela se tornou evangelista na Holiness Church. Sua filha Clara era uma pregadora evangelista.

## Morte
Page morreu de um ataque cardíaco após complicações de diabetes em 14 de setembro de 2002, aos 81 anos. Ela foi enterrada em uma cripta ao ar livre no Inglewood Park Cemetery em Inglewood, Califórnia. A filha de Page, a evangelista Clara Estella Roberta Johnson, morreu em 4 de junho de 2006 em Los Angeles, Califórnia, aos 69 anos.

## Legado
Page seguiu os passos da comediante Moms Mabley, além de trilhar seu próprio caminho, abrindo espaço para gerações de futuras comediantes. A comediante e atriz Thea Vidale chamou Page de "uma pioneira que nunca recebeu o respeito que merecia". A atriz Myra J. lembrou que Page era "a mulher mais legal; me deu ótimos conselhos" e Tony Spires observou que Page "era subestimada. Uma mulher calorosa, simpática e cativante com muita história de antigamente. Muito legal e pé no chão". O diretor Donald Welch comentou: "LaWanda viveu a vida que amava e amou a vida que viveu".

## Discografia
- Mutha Is Half a Word (1971)
- The Goodly Soul (1971; com Skillet & Leroy)
- Back Door Daddy (1972; com Skillet & Leroy)
- Preach On Sister, Preach On! (1973)
- Pipe Layin' Dan (1973)
- Watch It, Sucker! (1977)
- Sane Advice (1979)